# The Tiger Lily
The Tiger Lily er en amerikansk stumfilm fra 1919 af George L. Cox.

## Medvirkende
- Margarita Fischer	som Carmina
- Emory Johnson	som David Remington
- George Periolat som  Luigi
- E. Alyn Warren som Giovanni
- J. Barney Sherry som Philip Remington